# Pantano de Foix
El embalse de Foix es una infraestructura hidroeléctrica española construida sobre el río Foix, un corto río de tan solo 41 km de longitud que nace en la Sierra de la Llacuna, situada en la comarca de Anoia. Esta presa se encuentra ubicada exactamente en el municipio de Castellet y Gornal, en la comarca del Alto Panadés, limitando con la comarca del Garraf, en la provincia de Barcelona, Cataluña.
Ocupa 66 hectáreas, a las cuales hay que sumarle el espacio fluvial que incorpora este embalse, resultando un total de 79 hectáreas.

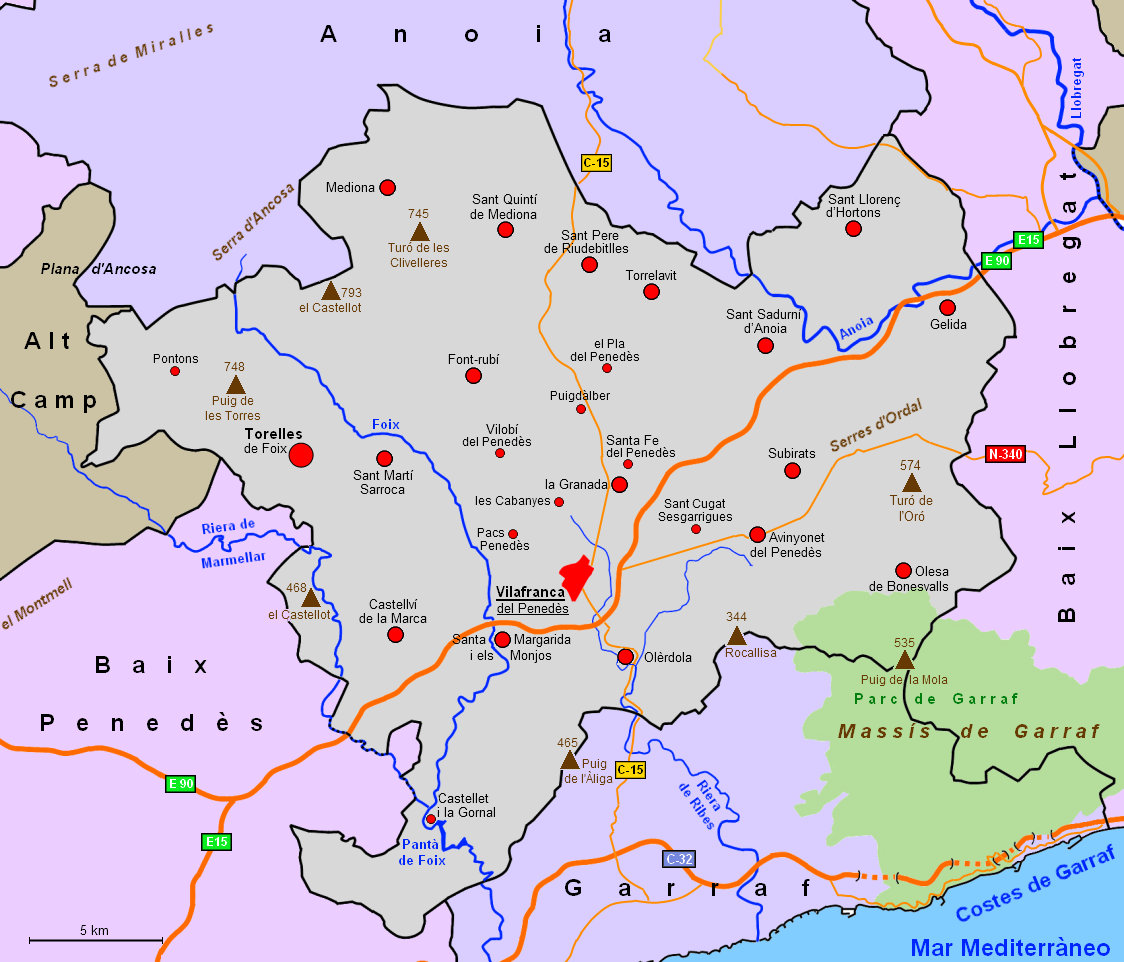
Alto Panadés.

Se construyó con la finalidad principal de regar los campos dedicados a la labor agrícola, al ser una de las pocas zonas húmedas existentes. Sus aguas no son aptas para el consumo humano dado que proceden de la depuradora de Villafranca del Panadés.
De unos años a esta parte, el río Foix baja mucho más limpio; además, el nivel de las aguas del embalse se ha mantenido alto, lo que ha permitido el crecimiento de vegetación típica de zona húmeda y de ribera (boga, cañizo, álamos, etc) y de forma muy progresiva se ha ido estableciendo como reserva ecológica sirviendo de refugio y sustento a una fauna muy variada.

## Historia
El pantano del Foix se construyó a principios del siglo XX para usos agrícolas, con la finalidad de transformar en regadío los cultivos de viña de esa zona, los cuales se encontraban muy afectados por la filoxera. 
El proyecto para construir este embalse se produjo en 1903 pero no fue hasta unos años más tarde cuando se empezaron las obras. En 1913, una vez ya empezadas las obras de la actual presa, una gran cantidad de agua causó que se rompieran los aluviones que recubrían unas grietas en el lecho fluvial del pantano. Después de este suceso, se llevaron a cabo una serie de correcciones para evitar las infiltraciones de agua, entre las cuales se optó por alcanzar los 32m de altura de la presa.
Finalmente, la presa se acabó de construir en 1936 y no fue hasta el año siguiente, en 1937 cuando se pudo empezar a regar con el agua proveniente de este embalse.

## Flora
La vegetación situada en este lugar, está adaptada al clima mediterráneo, el cual se caracteriza por un verano seco y un suelo poroso, que absorbe rápidamente el agua de la lluvia. Es por eso, que en esta zona, la vegetación que encontramos es propia de comunidades xerófilas calcícolas, muy propias en lugares secos y calcáreos. 
En el pantano de Foix encontramos vegetación de tipo arbustivo, tales como la maquia o monte bajo de lentisco y palmito. Asimismo, en los lugares más sombríos podemos encontrar el bosque de encinas y en el resto se sitúan las pinedas, los bosques arbustivos y el encinar carrascal, muy típico en zonas de clima mediterráneo.
Por otro lado, también se puede destacar la vegetación de ribera y agua dulce que existe en este embalse. Se destaca la presencia de fresnos, álamos blancos, etc distribuidos irregularmente. Los cañizares y el bosque de ribera forman un anillo que caracteriza la zona, junto con el bosque de pinos que se sitúa alrededor del embalse.

## Fauna
En el pantano del Foix se encuentran muchas especies de aves tales como las cercetas, las ánades reales y las pollas de agua, las cuales basan su alimentación en algas, semillas y otras plantas acuáticas. También forman parte de la fauna de este embalse, las aves insectívoras que se dedican a capturar larvas, mosquitos, gusanos y demás invertebrados con el fin de alimentarse como pueden ser los chorlitos, los carriceros tordales y los ruiseñores. Otras aves, como las garzas reales y las garcetas se alimentan gracias a la captura de peces, anfibios y otros invertebrados acuáticos. 
Respecto a la fauna acuática, las especies que se encuentran en el Pantano del Foix en mayor abundancia son la carpa, las anguilas o los cachos. También se hallan en las aguas del embalse reptiles y anfibios tales como los sapos, ranas y salamandras. 
Sin embargo, en el Parque que rodea este Pantano, las aves son las que más abundan, ya que hay más de 150 especies catalogadas. Asimismo, en las épocas de refugio y migración, se pueden identificar en este embalse hasta un total de 210 especies.

### Aves del Pantano de Foix
El pantano cuenta con una notable fauna diversa: ánades reales durante todo el año, patos migradores como el porrón moñudo, cercetas, pollas de agua, patos cuchara, garcetas comunes, cigüeñuelas, ocasionalmente el cormorán grande, así como garzas reales, martinetes y el martín pescador. Además de chorlitejos chicos, carriceros tordales, águilas pescadoras, ratonero común, mito, golondrina común, escribano palustre, garza imperial, focha común, zampullín chico, lavandera blanca y ruiseñores.

#### Otras especies
Hallamos abundantes carpas y anguilas, reptiles como tortugas o serpientes de agua, anfibios como sapos y salamandras y una extensa variedad de especies de pájaros (unas 150 especies aproximadamente, sin tener en cuenta las aves migratorias temporales). Alrededor del pantano abunda una flora de encinares y pinos. 

#### Proyecto de conservación delgalápago leproso.
Existe en marcha el proyecto de conservación del galápago leproso, que es una especie autóctona, estando prohibida su recolección. Así mismo, está prohibido el abandono en el pantano de la tortuga de Florida, que es una especie exótica introducida accidentalmente y que amenaza al galápago leproso. 
Al pantano se accede mediante la carretera BV-2115 de Villanueva y Geltrú a Castellet y Gornal.

## Contaminación
Cabe destacar que la calidad del agua es un factor que influye de forma directa tanto en la flora como en la fauna de este lugar. A pesar de este hecho,  las aguas del Pantano del Foix han sido gravemente dañadas a lo largo de los años por los impactos sufridos por parte de los usos agrícolas, industriales y residenciales de la zona. 
Actualmente, la calidad del agua ha sufrido un empobrecimiento debido a la eutrofización o aumento de la materia orgánica, la entrada de aguas insuficientemente depuradas y la contaminación por diferentes tipos de vertidos.
Sin embargo, esta zona forma parte del espacio PEIN El Foix y del espacio de la Red Natura 2000 ES5110013 Sierras del Litoral Central. Se llevó a cabo la aprobación de un Plan Especial de Protección del Espacio Natural del embalse del Foix el año 1993, el cual ha permitido gestionar el mismo por la Diputación de Barcelona, a través del Consorcio del Parc del Foix, formado por el Ayuntamiento de Castellet i la Gornal y el Ayuntamiento de Santa Margarida i els Monjos.
Asimismo, cabe destacar que también intervienen en la protección de este espacio natural las ADF (Agrupaciones de Defensa Forestal) de las comarcas del Garraf y Panadés.